# 爱店镇
爱店镇，是中华人民共和国广西壮族自治区崇左市宁明县下辖的一个乡镇级行政单位。

## 行政区划
爱店镇下辖以下地区：
爱店社区、那党村和堪爱村。